# Битка за Чернигов (2022)
Битката за Чернигов, известна още като Обсадата на Чернигов, започва на 24 февруари 2022 г. по време на руското нападение срещу Украйна през 2022 г.
На 4 април 2022 г. украинските власти заявяват, че руските военни са напуснали Черниговска област.

## Битката
На 25 февруари в 03:27 ч. капитан и ефрейтор от руската 11-а гвардейска десантно-щурмова бригада се предават на въоръжените сили на Украйна край Чернигов. В същия ден Украйна заявява, че разузнавателен взвод на руската 74-та мотострелкова бригада се е предал.
Според британското министерство на отбраната, руските сили, атакуващи Чернигов на 24-ти, са спрени извън града.
В 08:34 ч. украинската армия отблъсква атаката на руската армия в Чернигов и пленява руска техника и документи.
В 14:25 ч. руското министерство на отбраната обявява, че е обсаден Чернигов и блокира града. Междувременно британското Министерство на отбраната твърди, че руските сили не са успели да превземат Чернигов и вместо това са избрали друг маршрут към Киев, заобикаляйки града.
На 26 февруари украинските сили заявяват, че са победили руски части, които се опитват да превземат града. Твърди се, че няколко руски танка са били пленени от украинските сили. Украинското правителство също така твърди, че руските ракети БМ-21 Град са поразили болници и детски градини в Чернигов, въпреки че това твърдение не е потвърдено независимо.
На 27 февруари украинските власти твърдят, че руските сили са унищожили голяма част от центъра на Чернигов с ракети, включително историческо кино. По-късно руските сили твърдят, че са блокирали напълно града.
На 28 февруари село Кийнка е под обстрел. При нападението са използвани касетъчни боеприпаси, забранени с международни споразумения. Диверсанти с подкрепата на бронирана техника също се опитват да проникнат в Чернигов; те са открити и убити в покрайнините на града.
На 1 март украинските власти заявяват, че Беларус се присъединява към руската инвазия и изпраща колона от военни превозни средства към Чернигов от беларуския град Гродно. Служители на САЩ не отхвърлят това твърдение, като казват, че няма „индикации“ за нахлуване на Беларус. Вячеслав Чаус, губернатор на Черниговска област, заявява, че всяка точка за достъп до града е силно минирана.
На 2 март кметът на Чернигов Владислав Атрошенко прогнозира, че е възможно боеве в града. Две ракети удрят болница в града през деня, според шефа на здравната администрация Сергей Пивовар.
На 3 март е съобщено, че руски въздушен удар е ударил жилищни сгради и две училища. Съобщава се, че са убити около 47 души.
На 5 март в покрайнините на Чернигов в Масани украинските военни свалят руски щурмови самолет; и двамата пилоти са заловени.
На 6 март сутринта без ток остават 141 населени места в региона. Атаките продължават, тъй като руските военновъздушни сили хвърлят тежки бомби върху жилищни сгради, предназначени за укрепления. Градът получава хуманитарна помощ (храна, лекарства и др.). Поради заплахата от обстрел, камионите са бързо разтоварени.
На 10 март кметът Владислав Атрошенко казва, че руските сили са завършили обсадата на Чернигов, добавяйки, че градът е напълно изолиран и критичната инфраструктура за неговите 300 000 жители бързо се руши, тъй като е бил подложен на многократни бомбардировки. Руски въздушен удар попада и на стадион Чернигов Арена.
На 11 март стадион Чернигов и библиотека са сериозно засегнати от руски въздушен удар. Сградата "Хотел Украйна" в града е разрушена на 12 март. Украинските сили по-късно твърдят, че са унищожили руска ракетна единица, обстрелваща града, като част от руските войски се предават.
На 13 март руски въздушен удар в 05:46 ч. удря общежитие, убивайки петима цивилни според Държавната служби за извънредни ситуации. Украинските сили по-късно твърдят, че са свалили руски изтребител, докато бомбардира Чернигов. На 14 март Чаус заявява, че руските въздушни удари са унищожили Черниговския политехнически университет. Главната прокуратура на Украйна заявява, че при обстрела на града са убити десет цивилни.
На 25 март украинските власти съобщават, че руските сили са отцепили Чернигов, след като разрушават пътен мост през Десна на юг, докато опитите за пълно обкръжение на града остават неуспешни.
На 30 март е бомбардирана книжарницата Черниговска регионална научна библиотека „Короленко“, заедно с пазара в центъра на града.
На 31 март украинската армия отново си връща магистрала М01, свързваща Киев и Чернигов, слагайки край на обсадата. Кметът съобщава за първата тиха нощ от началото на войната. На 1 април Украйна заявява, че руските сили се изтеглят от Черниговска област.
Съобщава се, че на 2 април украинската армия си връща село Шестовица, като по-рано и село Слобода.
На 4 април украинската армия си връща контрол над селата Количевка, Яхидне и Ивановка, но въпреки че руските военни са напуснали Черниговска област, са поставили мини в много райони.
На 5 април Русия завършва изтеглянето си от Черниговска област, окончателно прекратявайки сраженията в региона.

## Последици
На 2 март The Kyiv Independent съобщава за аудио съобщение в WhatsApp, за което се твърди, че е записано от жена от Алейск, Русия. Жената заявява, че почти цялата "танкова бригада", част от 35-а гвардейска мотострелкова бригада, базирана в Алейск, е била убита в битката за Чернигов; само 18 войници от първоначалните 150 оцеляват. Жената описва загиналите войници като "предимно наборници". Както и, че се очаква да пристигнат 45 ковчега в деня на нейното съобщение.
На 3 март 47 души са убити, докато 18 други са ранени при руска „бомбардировка“, която поразява жилищни райони и няколко училища.
Черниговската окръжна прокуратура заявява, че към 15 март са убити най-малко 123 украински войници, 100 цивилни и петима полицаи.
На 16 март украински и американски представители твърдят, че руските сили са стреляли по група цивилни, които са чакали на опашка за хляб, убивайки 10.
До края на обсадата повече от половината от почти 300 000 население на града бяга. Общият брой на цивилните жертви не е известен, но кметът на града Владислав Атрошенко казва пред репортери, че според него са убити 350-400 цивилни, като до 100 души са погребани на ден. Хуманитарните работници твърдят същите цифри, но най-вече тези на украински и руски войници. Губернаторът на Чернигов Вячеслав Чаус заявява, че набързо се създават коридори за евакуация преди очакваното завръщане на руските сили в града. Жителите на град Лукашивка в покрайнините съобщават, че руските сили са извършвали побои и екзекуции, както и конфискували телефони, паспорти, предмети от бита като килими и възглавници и убивали добитък, за да тормозят местните жители, преди да бъдат прогонени от украинските сили на 1 април.